# Marie Dølvik Markussen
Marie Dølvik Markussen (Tromsø, Noruega; 15 de febrero de 1997) es una futbolista noruega. Juega como delantera y su equipo actual es el Rosenborg de la Toppserien de Noruega.

## Clubes
| Club              | País      | Año         |
| ----------------- | --------- | ----------- |
| Stakkevollan IF   | Noruega   | 2012 - 2013 |
| Stabæk FK         | Noruega   | 2014 - 2016 |
| VfL Wolfsburgo    | Alemania  | 2017 - 2018 |
| Vålerenga Fotball | Noruega   | 2018 - 2021 |
| Newcastle Jets    | Australia | 2022 - 2022 |
| Rosenborg         | Noruega   | 2022 - 2024 |

Tras jugar en el equipo local Stakkevollan IF, Dølvik fue fichada por el Stabæk de la Toppserien en 2013  por 10.000 coronas noruegas. En diciembre de 2016 se trasladó al VfL Wolfsburgo de la Bundesliga. En 2018, Dølvik volvió a Noruega para jugar con el Vålerenga. En noviembre de 2021, fue fichada por el Newcastle Jets de la A-League australiana.

## Selección nacional
Tras jugar en varias categorías inferiores de la selección, Dølvik debutó con la Selección absoluta de Noruega en la Copa de Algarve 2015.

## Palmarés

### Campeonatos nacionales
| Título          | Club           | País     | Año     |
| --------------- | -------------- | -------- | ------- |
| Bundesliga      | VfL Wolfsburgo | Alemania | 2016-17 |
| DFB Pokal       | VfL Wolfsburgo | Alemania | 2016-17 |
| Toppserien      | Vålerenga      | Noruega  | 2020    |
| Copa de Noruega | Vålerenga      | Noruega  | 2020    |
| Copa de Noruega | Vålerenga      | Noruega  | 2021    |

## Vida privada
En noviembre de 2012, Dølvik, con 15 años, y su hermano mayor Henning frustraron un intento de robo en su casa de Tromsø.